# Unione Sportiva Arezzo 1958-1959
Questa pagina raccoglie le informazioni riguardanti l'Unione Sportiva Arezzo nelle competizioni ufficiali della stagione 1958-1959.

## Rosa
| N. |                   | Ruolo | Calciatore          |
| -- | ----------------- | ----- | ------------------- |
|    | Italia (bandiera) | C     | Valeriano Balloni   |
|    | Italia (bandiera) | A     | Sergio Barbana      |
|    | Italia (bandiera) | A     | Giuseppe Gabellini  |
|    | Italia (bandiera) | D     | Roberto Golfarini   |
|    | Italia (bandiera) | C     | Romano Magherini    |
|    | Italia (bandiera) | C     | Francesco Magi      |
|    | Italia (bandiera) | P     | Giovanni Maggi      |
|    | Italia (bandiera) | A     | Armando Marcos      |
|    | Italia (bandiera) | D     | Giordano Martinelli |
|    | Italia (bandiera) | C     | Vittorio Morelli    |

| N. |                   | Ruolo | Calciatore           |
| -- | ----------------- | ----- | -------------------- |
|    | Italia (bandiera) | P     | Bruno Nespoli        |
|    | Italia (bandiera) | A     | Enrico Pagliari      |
|    | Italia (bandiera) | C     | Giuseppe Pancini     |
|    | Italia (bandiera) | D     | Siro Paolini         |
|    | Italia (bandiera) | D     | Giorgio Peruggia     |
|    | Italia (bandiera) | C     | Nicola Raccuglia     |
|    | Italia (bandiera) | C     | Mario Remonti        |
|    | Italia (bandiera) | D     | Massimiliano Santoni |
|    | Italia (bandiera) | C     | Raoul Tassinari      |
|    | Italia (bandiera) | C     | Publio Tognoni       |